# Chryse Chaos
Chryse Chaos és una estructura geològica del tipus chaos a la superfície de Mart, situada amb el sistema de coordenades planetocèntriques a 15.74 ° de latitud N i 328.25 ° de longitud E. Fa 658.89 km de diàmetre. El nom va ser fet oficial per la UAI el 31 de març de 2008 i el pren d'una característica d'albedo.